# Lenka (album)
Lenka è il primo ed eponimo album in studio della cantante australiana Lenka, pubblicato il 23 settembre 2008.

## Tracce
1. The Show – 3:56
2. Bring Me Down – 3:29
3. Skipalong – 3:53
4. Don't Let Me Fall – 2:51
5. Anything I'm Not – 3:18
6. Knock Knock – 3:41
7. Dangerous and Sweet – 3:32
8. Trouble Is a Friend – 3:36
9. Live Like You're Dying – 3:49
10. Like a Song – 3:20
11. We Will Not Grow Old – 3:18